# Halowe Mistrzostwa Świata w Lekkoatletyce 1995 – siedmiobój mężczyzn
Siedmiobój mężczyzn – jedna z konkurencji rozgrywanych podczas halowych mistrzostw świata w lekkoatletyce w 1995.
Udział w tej konkurencji brało 12 zawodników z 9 państw. W dniu 11 marca przeprowadzono zawody w konkurencjach: biegu na 60 m, skoku w dal, pchnięcia kulą i skoku wzwyż. 12 marca zaś rozegrano zawody w konkurencjach: biegu na 60 m przez płotki, skoku o tyczce oraz biegu na 1000 m.
Zawody wygrał reprezentant Francji Christian Plaziat. Drugą pozycję zajął zawodnik z Czech Tomáš Dvořák, trzecią zaś reprezentujący Szwecję Henrik Dagård.

## Wyniki
| Miejsce | Zawodnik            | Państwo           | Konkurencje       | Konkurencje       | Konkurencje        | Konkurencje       | Konkurencje        | Konkurencje        | Konkurencje        | Wynik końcowy | Uwagi |
| Miejsce | Zawodnik            | Państwo           | 60m               | LJ                | SP                 | HJ                | 60mH               | PV                 | 1000m              | Wynik końcowy | Uwagi |
| ------- | ------------------- | ----------------- | ----------------- | ----------------- | ------------------ | ----------------- | ------------------ | ------------------ | ------------------ | ------------- | ----- |
| 01 !    | Christian Plaziat   | Francja           | 6,96 s (897 pkt.) | 7,52 m (940 pkt.) | 14,92 m (785 pkt.) | 2,04 m (840 pkt.) | 7,85 s (1020 pkt.) | 5,10 m (941 pkt.)  | 2:44,56 (823 pkt.) | 6246 pkt.     |       |
| 02 !    | Tomáš Dvořák        | Czechy            | 7,02 s (875 pkt.) | 7,36 m (900 pkt.) | 15,84 m (841 pkt.) | 2,04 m (840 pkt.) | 7,93 s (999 pkt.)  | 4,80 m (849 pkt.)  | 2:40,80 (865 pkt.) | 6169 pkt.     |       |
| 03 !    | Henrik Dagård       | Szwecja           | 6,84 s (940 pkt.) | 7,32 m (891 pkt.) | 15,27 m (806 pkt.) | 1,98 m (785 pkt.) | 7,87 s (1015 pkt.) | 4,80 m (849 pkt.)  | 2:41,60 (856 pkt.) | 6142 pkt.     |       |
| 4.      | Ricky Barker        | Stany Zjednoczone | 7,02 s (875 pkt.) | 7,26 m (876 pkt.) | 14,62 m (766 pkt.) | 2,13 m (925 pkt.) | 8,05 s (969 pkt.)  | 5,10 m (941 pkt.)  | 2:49,72 (768 pkt.) | 6120 pkt.     |       |
| 5.      | Alex Kruger         | Wielka Brytania   | 7,16 s (826 pkt.) | 7,23 m (869 pkt.) | 14,79 m (777 pkt.) | 2,16 m (953 pkt.) | 8,36 s (893 pkt.)  | 4,90 m (880 pkt.)  | 2:48,66 (780 pkt.) | 5978 pkt.     |       |
| 6.      | Antonio Peñalver    | Hiszpania         | 7,15 s (830 pkt.) | 7,34 m (896 pkt.) | 16,15 m (861 pkt.) | 2,04 m (840 pkt.) | 8,16 s (942 pkt.)  | 4,70 m (819 pkt.)  | 2:51,41 (751 pkt.) | 5939 pkt.     |       |
| 7.      | Erki Nool           | Estonia           | 6,81 s (951 pkt.) | 7,56 m (950 pkt.) | 10,46 m (513 pkt.) | 2,04 m (840 pkt.) | 8,32 s (903 pkt.)  | 5,00 m (910 pkt.)  | 2:44,89 (820 pkt.) | 5887 pkt.     |       |
| 8.      | Sébastien Levicq    | Francja           | 7,22 s (806 pkt.) | 6,93 m (797 pkt.) | 14,33 m (749 pkt.) | 1,98 m (785 pkt.) | 8,33 s (900 pkt.)  | 5,30 m (1004 pkt.) | 2:44,07 (829 pkt.) | 5870 pkt.     |       |
| 9.      | Zsolt Kürtösi       | Węgry             | 7,10 s (847 pkt.) | 7,11 m (840 pkt.) | 13,79 m (715 pkt.) | 2,04 m (840 pkt.) | 8,25 s (920 pkt.)  | 4,80 m (849 pkt.)  | 2:44,88 (820 pkt.) | 5831 pkt.     |       |
| 10.     | Robert Wärff        | Szwecja           | 7,19 s (816 pkt.) | 7,06 m (828 pkt.) | 15,33 m (810 pkt.) | 1,98 m (785 pkt.) | 8,40 s (884 pkt.)  | 4,60 m (790 pkt.)  | 2:43,25 (838 pkt.) | 5751 pkt.     |       |
| 11.     | Sheldon Blockburger | Stany Zjednoczone | 6,92 s (911 pkt.) | 7,37 m (903 pkt.) | 14,94 m (786 pkt.) | 2,07 m (868 pkt.) | 8,25 s (920 pkt.)  | NM                 | 2:52,60 (739 pkt.) | 5127 pkt.     |       |
| –       | Petri Keskitalo     | Finlandia         | 7,02 s (875 pkt.) | 7,34 m (896 pkt.) | 14,80 m (777 pkt.) | 1,98 m (785 pkt.) | 8,26 s (917 pkt.)  | NM                 | DNS                | DNF           |       |